# Ratolí mamellat nan
El ratolí mamellat nan (Serengetimys pernanus) és una espècie de mamífer rosegador de la família dels múrids. Viu a altituds d'entre 1.020 i 1.090 msnm al sud-oest de Kenya, el nord de Tanzània i Ruanda. Els seus hàbitats naturals són les sabanes humides i els herbassars boscosos. És una espècie en risc mínim, és a dir, no sembla que hi hagi cap amenaça significativa per a la seva supervivència. Es tracta de l'única espècie del gènere Serengetimys.